# 李仲彬
李仲彬（1958年12月—），男，汉族，四川眉山人，中华人民共和国政治人物。

## 生平
1974年8月参加工作。1982年6月加入中国共产党。1978年到1998年，历任成都市公安消防支队战士，119调度指挥中心班长，防火科参谋，防火科副科长，副支队长兼防火科科长，副支队长，支队长。
1998年9月，任中共新都县委副书记。2000年11月，任中共新都县委副书记、副县长、代理县长（2001年1月当选）。2001年12月，任中共新都区委副书记、区长。2002年12月，任中共新都区委副书记。2005年9月，任中共巴中市委副书记、副市长。2006年2月，正式当选巴中市市长。2006年8月，任中共巴中市委书记。2011年3月，任四川省司法厅厅长。2014年12月，任中共南充市委书记。2016年7月，不再担任中共南充市委书记，任中共成都市委副书记。2018年1月，当选第十三届全国政协委员。2018年3月，出任成都市政协主席。2021年2月，当选为成都市人大常委会主任。